# Europamästerskapen i simsport 2004
Europamästerskapen i simsport 2004 var det 27:e europamästerskapen i simsport och avgjordes i Madrid, Spanien från den 5 maj till den 24 maj 2004. Spanien har arrangerat europamästerskapen i simsport två gång tidigare – Barcelona 1970 och Sevilla 1997.

## Medaljtabell
Värdland 
| Pl.    | Nation         | Guld | Silver | Brons | Totalt |
| ------ | -------------- | ---- | ------ | ----- | ------ |
| 1      | Ukraina        | 11   | 3      | 5     | 19     |
| 2      | Ryssland       | 10   | 14     | 6     | 30     |
| 3      | Italien        | 8    | 6      | 12    | 26     |
| 4      | Tyskland       | 7    | 3      | 5     | 15     |
| 5      | Frankrike      | 6    | 7      | 4     | 17     |
| 6      | Spanien        | 3    | 6      | 4     | 13     |
| 7      | Österrike      | 3    | 1      | 1     | 5      |
| 8      | Ungern         | 2    | 1      | 3     | 6      |
| 9      | Sverige        | 2    | 1      | 2     | 5      |
| 10     | Rumänien       | 1    | 3      | 5     | 9      |
| 11     | Nederländerna  | 1    | 3      | 2     | 6      |
| 12     | Finland        | 1    | 2      | 0     | 3      |
| 13     | Slovakien      | 1    | 1      | 0     | 2      |
| 14     | Polen          | 1    | 0      | 1     | 2      |
| 15     | Tjeckien       | 1    | 0      | 0     | 1      |
| 16     | Slovenien      | 0    | 3      | 2     | 5      |
| 17     | Belarus        | 0    | 2      | 0     | 2      |
| 18     | Storbritannien | 0    | 1      | 0     | 1      |
| 18     | Litauen        | 0    | 1      | 0     | 1      |
| 20     | Bulgarien      | 0    | 0      | 2     | 2      |
| 20     | Danmark        | 0    | 0      | 2     | 2      |
| 20     | Grekland       | 0    | 0      | 2     | 2      |
| 23     | Kroatien       | 0    | 0      | 1     | 1      |
| Totalt | Totalt         | 58   | 58     | 59    | 175    |

## Simning

### Herrar
| Gren            | Guld                                                                               | Silver                                                                   | Brons                                                                  |
| 50 m frisim     | Aleksandr Popov Ryssland                                                           | Stefan Nystrand Sverige                                                  | Lorenzo Vismara Italien                                                |
| 100 m frisim    | Filippo Magnini Italien                                                            | Pieter van den Hoogenband Nederländerna                                  | Christian Galenda Italien                                              |
| 200 m frisim    | Pieter van den Hoogenband Nederländerna                                            | Andrey Kapralov Ryssland                                                 | Filippo Magnini Italien Massimiliano Rosolino Italien                  |
| 400 m frisim    | Emiliano Brembilla Italien                                                         | Jurij Prilukov Ryssland                                                  | Dragoş Coman Rumänien                                                  |
| 1500 m frisim   | Jurij Prilukov Ryssland                                                            | Igor Chervynskyi Ukraina                                                 | Dragoş Coman Rumänien                                                  |
| 50 m ryggsim    | Stev Theloke Tyskland                                                              | Darius Grigalionis Litauen                                               | David Ortega Spanien                                                   |
| 100 m ryggsim   | László Cseh Ungern                                                                 | Markus Rogan Österrike                                                   | Stev Theloke Tyskland                                                  |
| 200 m ryggsim   | Markus Rogan Österrike                                                             | Răzvan Florea Rumänien                                                   | Simon Dufour Frankrike                                                 |
| 50 m bröstsim   | Oleg Lisogor Ukraina                                                               | Hugues Duboscq Frankrike                                                 | Matjaž Markič Slovenien                                                |
| 100 m bröstsim  | Oleg Lisogor Ukraina                                                               | Hugues Duboscq Frankrike                                                 | Richárd Bodor Ungern                                                   |
| 200 m bröstsim  | Paolo Bossini Italien                                                              | Dmitry Komornikov Ryssland                                               | Richárd Bodor Ungern                                                   |
| 50 m fjärilsim  | Sergiy Breus Ukraina                                                               | Nikolay Skvortsov Ryssland                                               | Andriy Serdinov Ukraina                                                |
| 100 m fjärilsim | Andriy Serdinov Ukraina                                                            | Franck Esposito Frankrike                                                | Nikolay Skvortsov Ryssland                                             |
| 200 m fjärilsim | Denys Sylantiev Ukraina                                                            | Ioan Gherghel Rumänien                                                   | Anatoly Polyakov Ryssland                                              |
| 200 m medley    | Markus Rogan Österrike                                                             | Jani Sievinen Finland                                                    | Massimiliano Rosolino Italien                                          |
| 400 m medley    | László Cseh Ungern                                                                 | Luca Marin Italien                                                       | Alessio Boggiatto Italien                                              |
| 4×100 m frisim  | Italien Lorenzo Vismara Christian Galenda Giacomo Vassanelli Filippo Magnini       | Ryssland Andrey Kapralov Jevgenij Lagunov Ivan Usov Denis Pimankov       | Frankrike Amaury Leveaux Germain Cayette Julien Sicot Fabien Gilot     |
| 4×200 m frisim  | Italien Emiliano Brembilla Matteo Pelliciari Massimiliano Rosolino Filippo Magnini | Ryssland Maxim Kuznetsov Yevgeniy Natsvin Andrey Kapralov Jurij Prilukov | Frankrike Fabien Horth Nicolas Kintz Nicolas Rostoucher Amaury Leveaux |
| 4×100 m medley  | Ukraina Volodymyr Nikolaychuk Oleg Lisogor Andriy Serdinov Yuriy Yegoshyn          | Frankrike Simon Dufour Hugues Duboscq Franck Esposito Julien Sicot       | Ungern László Cseh Richárd Bodor Zsolt Gáspár Attila Zubor             |

### Damer
| Event           | Guld                                                                  | Silver                                                                     | Brons                                                                       |
| 50 m frisim     | Therese Alshammar Sverige                                             | Svitlana Khakhlova Vitryssland                                             | Sandra Völker Tyskland                                                      |
| 100 m frisim    | Malia Metella Frankrike                                               | Marleen Veldhuis Nederländerna                                             | Nery Mantey Niangkouara Grekland                                            |
| 200 m frisim    | Camelia Potec Rumänien                                                | Solenne Figuès Frankrike                                                   | Josefin Lillhage Sverige                                                    |
| 400 m frisim    | Laure Manaudou Frankrike                                              | Camelia Potec Rumänien                                                     | Yana Klochkova Ukraina                                                      |
| 800 m frisim    | Erika Villaecija Spanien                                              | Anja Čarman Slovenien                                                      | Camelia Potec Rumänien                                                      |
| 50 m ryggsim    | Ilona Hlaváčková Tjeckien                                             | Nina Zhivanevskaya Spanien                                                 | Alessandra Cappa Italien                                                    |
| 100 m ryggsim   | Laure Manaudou Frankrike                                              | Stanislava Komarova Ryssland                                               | Nina Zhivanevskaya Spanien                                                  |
| 200 m ryggsim   | Stanislava Komarova Ryssland                                          | Anja Čarman Slovenien                                                      | Sanja Jovanović Kroatien                                                    |
| 50 m bröstsim   | Maria Östling Sverige                                                 | Elena Bogomazova Ryssland                                                  | Majken Thorup Danmark                                                       |
| 100 m bröstsim  | Svitlana Bondarenko Ukraina                                           | Elena Bogomazova Ryssland                                                  | Mirna Jukić Österrike                                                       |
| 200 m bröstsim  | Mirna Jukić Österrike                                                 | Alenka Kejžar Slovenien                                                    | Elena Bogomazova Ryssland                                                   |
| 50 m fjärilsim  | Natalya Sutyagina Ryssland                                            | Martina Moravcová Slovakien                                                | Chantal Groot Nederländerna                                                 |
| 100 m fjärilsim | Martina Moravcová Slovakien                                           | Malia Metella Frankrike                                                    | Otylia Jędrzejczak Polen                                                    |
| 200 m fjärilsim | Otylia Jędrzejczak Polen                                              | Paola Cavallino Italien                                                    | Mette Jacobsen Danmark                                                      |
| 200 m medley    | Yana Klochkova Ukraina                                                | Hanna Shcherba Vitryssland                                                 | Beatrice Câșlaru Rumänien                                                   |
| 400 m medley    | Yana Klochkova Ukraina                                                | Éva Risztov Ungern                                                         | Anja Klinar Slovenien                                                       |
| 4×100 m frisim  | Frankrike Solenne Figuès Céline Couderc Aurore Mongel Malia Metella   | Nederländerna Chantal Groot Inge Dekker Annabel Kosten Marleen Veldhuis    | Sverige Johanna Sjöberg Gabriella Fagundez Cathrin Carlzon Josefin Lillhage |
| 4×200 m frisim  | Spanien Tatiana Rouba Melissa Caballero Laura Roca Erika Villaecija   | Frankrike Céline Couderc Katarin Quelennec Elsa N'Guessan Solenne Figuès   | Rumänien Camelia Potec Larisa Lăcustă Beatrice Câșlaru Simona Păduraru      |
| 4×100 m medley  | Frankrike Laure Manaudou Laurie Thomassin Aurore Mongel Malia Metella | Ukraina Iryna Amshennikova Svitlana Bondarenko Yana Klochkova Olga Mukomol | Nederländerna Stefanie Luiken Madelon Baans Chantal Groot Marleen Veldhuis  |

## Öppet vatten-simning

### Herrar
| Gren               | Guld                     | Silver                   | Brons                 |
| 5 km öppet vatten  | Fabio Venturini (ITA)    | Alan Bircher (GBR)       | Stefano Rubaudo (ITA) |
| 10 km öppet vatten | Yevgeniy Kochkarov (RUS) | Massimiliano Parla (ITA) | Anton Sanachev (RUS)  |
| 25 km öppet vatten | Yevgeniy Kochkarov (RUS) | David Meca (ESP)         | Petar Stoychev (BUL)  |

### Damer
| Gren               | Guld                | Silver                | Brons                  |
| 5 km öppet vatten  | Britta Kamrau (GER) | Stefanie Biller (GER) | Xenia López (ESP)      |
| 10 km öppet vatten | Britta Kamrau (GER) | Marta Nogues (ESP)    | Angela Maurer (GER)    |
| 25 km öppet vatten | Britta Kamrau (GER) | Natalia Pankina (RUS) | Ivanka Moralieva (BUL) |

## Simhopp

### Herrar
| Gren               | Guld                                   | Silver                                                                    | Brons                                  |
| Individuellt 1 m   | Joona Puhakka Finland                  | Nicola Marconi Italien                                                    | Tobias Schellenberg Tyskland           |
| Individuellt 3 m   | Andreas Wels Tyskland                  | Joona Puhakka Finland                                                     | Vassiliy Lisovskiy Ryssland            |
| Individuellt 10 m  | Anton Zakharov Ukraina                 | Heiko Meyer Tyskland                                                      | Roman Volodkov Ukraina                 |
| Synkroniserat 3 m  | Nicola Marconi Tommaso Marconi Italien | Sergey Anikin Vassiliy Lisovskiy Ryssland                                 | Dmytro Lysenko Yuriy Shlyakhov Ukraina |
| Synkroniserat 10 m | Anton Zakharov Roman Volodkov Ukraina  | Tony Adam Heiko Meyer Tyskland Oleg Vikulov Konstantin Khanbekov Ryssland | ingen                                  |

### Damer
| Gren               | Guld                                  | Silver                                      | Brons                                      |
| Individuellt 1 m   | Heike Fischer Tyskland                | Natalya Umyskova Ryssland                   | Tania Cagnotto Italien                     |
| Individuellt 3 m   | Yuliya Pakhalina Ryssland             | Vera Ilyina Ryssland                        | Olena Fedorova Ukraina                     |
| Individuellt 10 m  | Tania Cagnotto Italien                | Olena Zhupina Ukraina                       | Valentina Marocchi Italien                 |
| Synkroniserat 3 m  | Vera Ilyina Yuliya Pakhalina Ryssland | Ditte Kotzian Conny Schmalfuß Tyskland      | Olena Fedorova Kristina Ishchenko Ukraina  |
| Synkroniserat 10 m | Nora Subschinski Annett Gamm Tyskland | Dolores Saez de Ibarra Leire Santos Spanien | Brenda Spaziani Valentina Marocchi Italien |

## Konstsim
| Gren         | Guld                                            | Silver                              | Brons                                   |
| Individuellt | Virginie Dedieu Frankrike                       | Natalia Ishchenko Ryssland          | Gemma Mengual Spanien                   |
| Par          | Anastasia Davydova Anastasia Jermakova Ryssland | Gemma Mengual Paola Tirados Spanien | Virginie Dedieu Laure Thibaud Frankrike |
| Lag          | Ryssland                                        | Spanien                             | Italien                                 |
| Kombination  | Spanien                                         | Italien                             | Grekland                                |